# Chlorobyrrhulus oblongus
Chlorobyrrhulus oblongus là một loài bọ cánh cứng trong họ Byrrhidae. Loài này được LeConte miêu tả khoa học năm 1857.